# Idö (Kökar, Åland)
Idö med Brunnskär och Idö skäret är en ö i Åland (Finland). Det ligger i Skärgårdshavet och i kommunen Kökar i landskapet Åland, i den sydvästra delen av landet. Ön ligger omkring 59 kilometer öster om Mariehamn och omkring 220 kilometer väster om Helsingfors.
Öns area är 1,07 kvadratkilometer och dess största längd är 1,5 kilometer i öst-västlig riktning.

## Sammansmälta delöar
- Idö 59°52′32″N 20°55′26″Ö / 59.87549°N 20.92376°Ö
- Brunnskär 59°52′01″N 20°55′50″Ö / 59.86703°N 20.93049°Ö
- Idö skäret 59°52′12″N 20°55′07″Ö / 59.87013°N 20.91869°Ö